# 북후중학교
북후중학교(北後中學校)는 대한민국 경상북도 안동시 북후면 장기리에 있는 공립 중학교이다.

## 학교 연혁
- 1952년 1월 7일 : 사립 북후중학교 설립 인가(3학급)
- 1952년 1월 7일 : 이사장 강대억 취임
- 1952년 5월 1일 : 개교 및 입학
- 1952년 10월 30일 : 초대 강달원 교장 취임
- 1959년 3월 25일 : 공립학교 설립 변경 인가
- 1989년 3월 27일 : 본관 6개 교실 증축
- 2020년 9월 2일 : 창의융합형 과학실, 기술가정 현대화사업 구축 완료
- 2022년 11월 3일 : 체육관 "해담관" 개관
- 2023년 9월 1일 : 제29대 박경철 교장 취임
- 2024년 1월 3일 : 제70회 졸업식 (졸업생 7명 (남 3명, 여 4명), 졸업생 총수 7,525명)
- 2024년 3월 4일 : 2024학년도 입학식(입학생 6명(남 3명, 여 3명))

## 참고 자료
- 북후중학교 - 한국교육학술정보원 학교알리미